# Llengües kele
Les llengües kele (també llengües sheke) són una divisió de les llengües bantus codificada com grup B.20 en la classificació de Guthrie. D'acord amb Nurse i Philippson (2003), deixant d'una banda el seki (sheke) (B.21) en si mateix, semblen constituir una unitat filogenètica vàlida, i inclouen:
Lengue, ndasa, sigu (Sighu), Kele (Dikele), ngom, mbangwe, Wumbvu, Kota, shake (Sake), Mahongwe, ?seki (Sheke)
Maho (2009) afegeix el B203 Sama, el B204 ndambomo i el B205 metombola.

## Comparació lèxica
Els numerals en les diferents llengües kele són:
| GLOSSA | Kélé     | Kota   | Bungom (Koya) | Mahongwe  | Mbagwe  | Ndasa   | Ngom  | Sake     | Sighu   | Wumbvu   | PROTO- KELE      |
| ------ | -------- | ------ | ------------- | --------- | ------- | ------- | ----- | -------- | ------- | -------- | ---------------- |
| '1'    | nwúntù   | mɔ́kɔ̌   | ìótò          | ɔ̀ɔ̃́ŋkɔ̀     | -ɔɔtɔ   | -ootu   | -wutu | yìwútù   | mɔ̃́ɔ̃̌     | yɔ́ɔ́tù    | *-wotu / *-mootu |
| '2'    | bàbá     | bàbá   | bìbá          | byɔ́lɛ́     | -ba     | -ɔɔlɛ   | -ba   | bìbá     | yɔ́lɛ̀    | byɔ́ɔ́lɛ̀   | *-balɛ           |
| '3'    | bàlál(è) | ìhã́tò  | bìlálù        | (mè)hã́ntò | -lali   | -saatu  | -lalu | bìgágɛ́   | sáátù   | bìsáátù  | *-ʦatu ~ *-tʰatu |
| '4'    | bànáyì   | náyì   | bìnáyì        | ìnáyì     | -nayi   | -nayi   | -nai  | bìnáyɛ̀   | nááyí   | bìnáyì   | *-nai            |
| '5'    | bàtán    | ntã́yì  | bìtánù        | ǹ̩táyì     | -taani  | -taani  | -tanu | bìtánɛ̀   | táánù   | bìtáɲì   | *-taːnu          |
| '6'    | 5 + 1    | ntóbà  | 5 + 1         | ǹ̩tóbà     | -syami  | mu-tuba | 5 + 1 | túbɔ́     | mútúúbà | ùntúúbà  | *n-toba          |
| '7'    | 5 + 2    | 4 + 3  | 5 + 2         | 4 + 3     | nʦaami  | ʦaami   | 5 + 2 | 5 + 2    | ʦáámbù  | ùnʦààmì  | *-ʦaːmbi         |
| '8'    | 5 + 3    | mwã́mbì | 5 + 3         | mwã́mbì    | mpfuɔmɔ | mwambi  | 5 + 3 | rìmwâmbì | pwɔ́ɔ́mbɔ́ | ùmpwɔ́ɔ́mɔ̀ | *mwambi          |
| '9'    | 5 + 4    | 5 + 4  | 5 + 4         | 5 + 4     | 5 + 4   | i-vwa   | 5 + 4 | rìbvùwɔ́  | líbwá   | 5 + 4    | *-bwa            |
| '10'   | ʤúm(ù)   | ʤóhũ̀   | ʤòmù          | ʤóhũ̀      | le-kumu | i-ku    | ʤumu  | ʤúmù     | ʤúmì    | ìkú      | *-kumi ~ *-ʤumi  |